# قرار مجلس الأمن التابع للأمم المتحدة رقم 1834
قرار مجلس الأمن التابع للأمم المتحدة رقم 1834 المتخذ بالإجماع، مدد مهمة الأمم المتحدة في تشاد وجمهورية إفريقيا الوسطى (مينوركات) حتى 15 مارس 2009، والتي كان من المقرر أن تنتهي في 25 سبتمبر 2008.

## خلفية
تم إنشاء بعثة الأمم المتحدة في تشاد وجمهورية إفريقيا الوسطى، مينوركات، بموجب قرار مجلس الأمن التابع للأمم المتحدة رقم 1778 في 25 سبتمبر 2007، والذي من شأنه أن يترك قوة متعددة الأبعاد في تشاد وجمهورية إفريقيا الوسطى للمساعدة في خلق الأمن الذي يؤدي إلى عودة طوعية ومستدامة للاجئين. تم إنشاء البعثة بسبب فرار ما يقدر بـ 230,000 لاجئ من دارفور إلى شرق تشاد وشمال شرق جمهورية إفريقيا الوسطى. عرّضت الهجمات المستمرة عبر الحدود من قبل المتمردين السودانيين اللاجئين والسكان المحليين للخطر على حد سواء. كما أذن القرار نفسه بنشر عسكري للاتحاد الأوروبي لدعم أنشطة بعثة الأمم المتحدة في جمهورية أفريقيا الوسطى وتشاد لمدة عام واحد، بموجب الفصل السابع من ميثاق الأمم المتحدة.
وقبل التصويت، عقد مجلس الأمن عدة اجتماعات لمناقشة القرار الذي يقضي بتمديد مهمة الأمم المتحدة في المنطقة وجعل الأمم المتحدة تتولى قيادة القوة العسكرية التي يقودها الاتحاد الأوروبي (يوفور).

## جلسة مجلس الأمن رقم 5981
اجتمع أعضاء مجلس الأمن الخمسة عشر في مقر الأمم المتحدة في مدينة نيويورك في 24 سبتمبر 2008 لمناقشة تمديد ولايبة البعثة إلى تشاد وجمهورية إفريقيا الوسطى، والتي كان من المقرر أن تنتهي في اليوم التالي. افتتح الاجتماع في الساعة 3:15 بعد الظهر، حيث قدم رئيس مجلس الأمن ميشال كافاندو رئيس بوركينا فاسو أحمد علامي ممثل تشاد الذي تمت دعوته لحضور الاجتماع. وزود الأعضاء بالوثيقة S / 2008/616 التي تضمنت نص مشروع قرار قدمته بلجيكا والجماهيرية العربية الليبية وفرنسا وكوستاريكا وكرواتيا والولايات المتحدة الأمريكية. كما تلقى أعضاء المجلس الوثيقة S / 2008/601 والإضافة 1، التي تضمنت تقرير الأمين العام عن بعثة الأمم المتحدة في جمهورية أفريقيا الوسطى وتشاد.
أعرب ممثل المملكة المتحدة السير جون ساويرز عن دعمه للقرار، رغم أنه ذكر بعض المخاوف. وقال «لكن هناك الكثير من العمل الذي يتعين القيام به قبل أن يتمكن المجلس من اتخاذ قرار حازم بشأن مهمة جديدة لحفظ السلام». «إن بعثة الأمم المتحدة الموسعة في تشاد تحتاج إلى أهداف واضحة، وولاية قابلة للتحقيق، وإطار زمني معقول للنشر، ونقاط مرجعية قابلة للقياس، وحالة نهائية واقعية تمكن القوة بمجرد تحقيقها من الانسحاب. كما نتساءل عما إذا كانت هناك حاجة إلى قوة تبلغ ضعف حجم يوفور». كما أعرب عن تحفظه بشأن الوجود العسكري في جمهورية أفريقيا الوسطى، لأنه لا يرى أي قيمة له، كما دعا إلى «نهج منضبط واستراتيجي لإدارة موارد حفظ السلام الشحيحة».
أدى التصويت على مشروع القرار إلى تأييد جميع الأعضاء الخمسة عشر، مما أدى إلى اعتماد مشروع القرار باعتباره القرار 1834.

## روابط خارجية
- نص القرار في undocs.org